# داريل كاستيل
داريل لين كاستيل (بالإنجليزية: Darrell Castle)‏ (11 أكتوبر 1948) هو سياسي أمريكي ومحامي من مدينة ممفيس بولاية تينيسي. وهو مرشح لرئاسة الولايات المتحدة في الانتخابات الرئاسية الأمريكية 2016. كان مرشح لمنصب نائب رئيس الولايات المتحدة في الانتخابات الرئاسية الأمريكية 2008.